# Симкино (Мордовия)
Симкино (эрз. Симкина) — село в Большеберезниковском районе Республики Мордовия. Административный центр Симкинского сельского поселения.

## География
Расположено на речке Чермелейке, в 20 км от районного центра и 48 км от железнодорожной станции Чамзинка.

## История
Название-антропоним: от имени Симки Мемешева, который упоминается в «Книге сбора оброка с пчельных заводов с ясашной мордвы Саранского уезда за 1704 год». Основано в 17 веке. В «Списке населённых мест Симбирской губернии» (1863) Симкино — деревня удельная из 194 дворов Ардатовского уезда.
С конца XIX века — село, в связи с постройкой Христорождественской церкви (не сохранилась). В 1931 году в Симкине было 194 двора (1670 чел.); организован колхоз «Красная сосна», с 1950-х годов — укрупнённое хозяйство «Путь к коммунизму», с 1960 года — колхоз «Симкинский», в 1985 году насчитывалось 410 дворов, с 1998 года — К(Ф)Х. В современном селе — средняя школа, библиотека, дом культуры, медпункт; памятник воинам, погибшим в годы Великой Отечественной войны. В двух километрах от села находится Симкинский промкомбинат, обеспечивающий население района топливом, стройматериалами. Возле Симкина — городище железного века.
В Симкинскую сельскую администрацию входит посёлок Симкинское лесничество (57 чел.).

## Население
| 2002 | 2010 |
| ---- | ---- |
| 498  | ↘399 |

## Фотографии

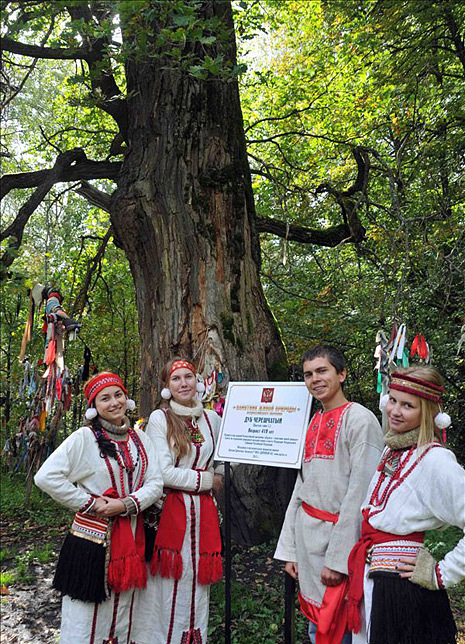
Подростки в эрзянских национальных костюмах возле священного 400-летнего дуба в Симкинском лесничестве
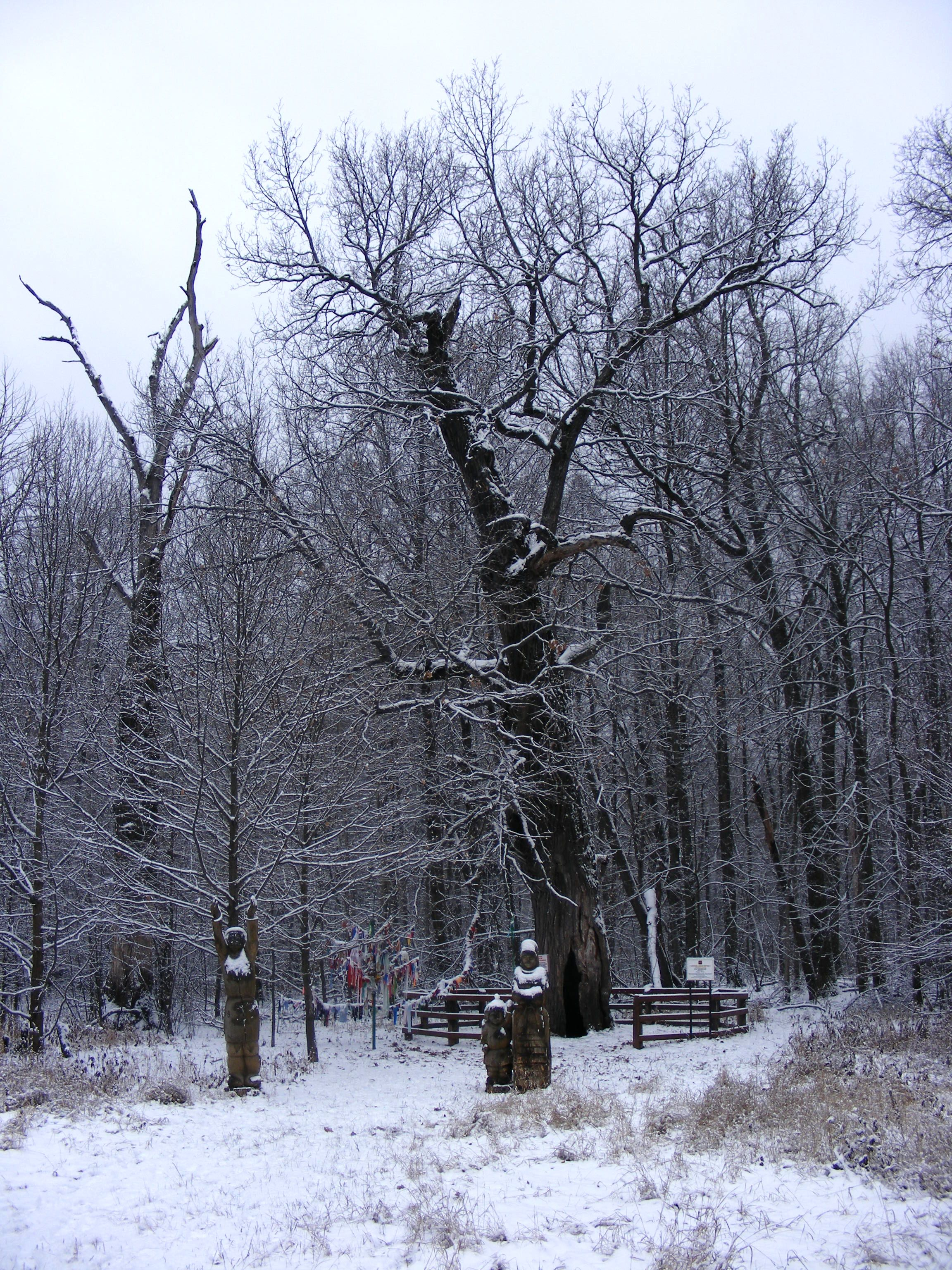
Священный 400-летний дуб в Симкинском лесничестве
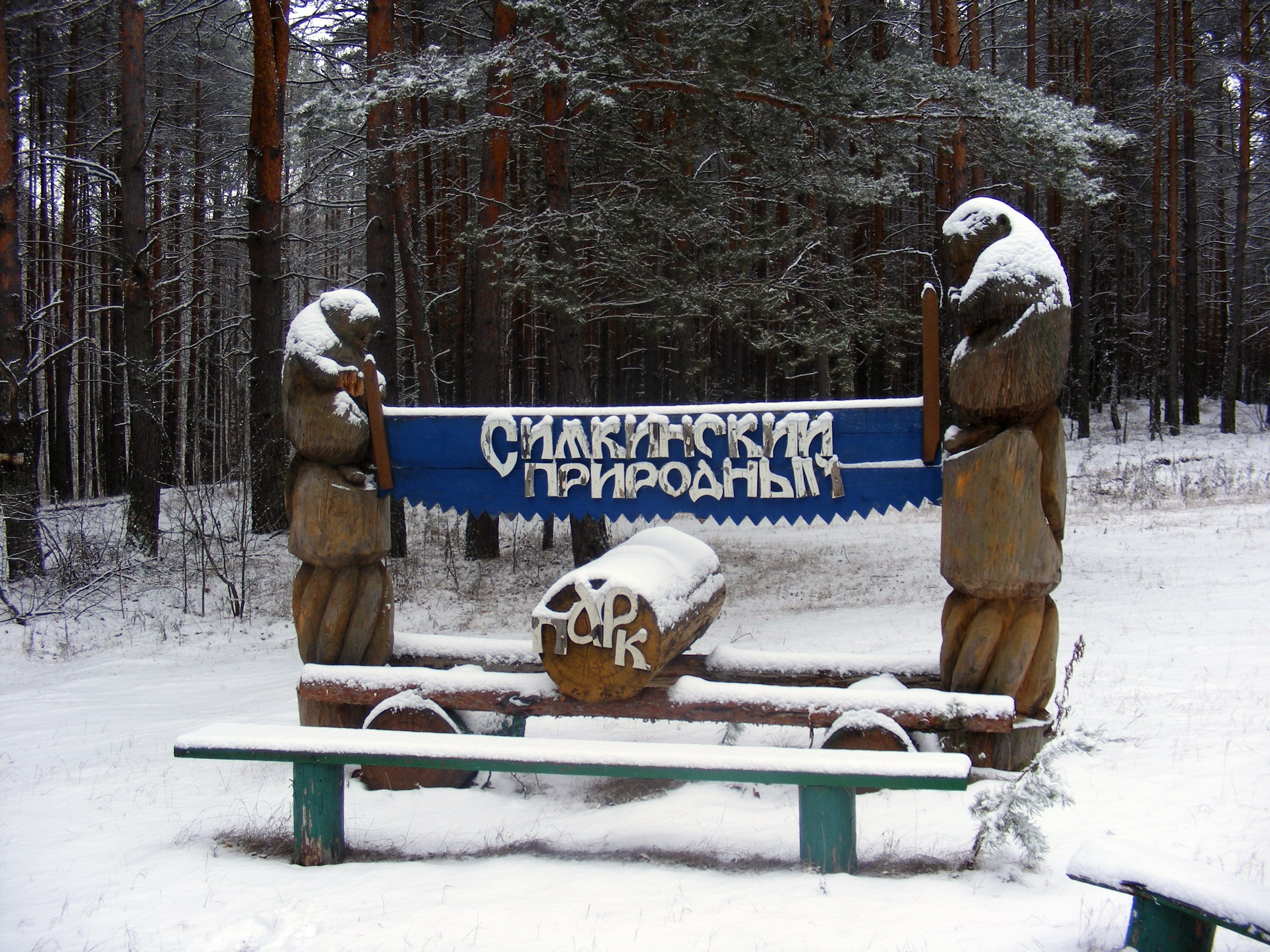
Деревянные бобры с табличкой «Симкинский природный парк», Симкинское лесничество